# 阿部麗也
阿部 麗也（あべ れいや、1993年3月25日 - ）は、日本のプロボクサー。福島県耶麻郡出身。現日本フェザー級王者。元WBOアジアパシフィックフェザー級王者。KG大和ボクシングジム所属。ニックネームは「天才」。

## 来歴
中学時代はバスケットボール部、特設陸上部として砲丸投げをやっていた。福島県立会津工業高校でボクシング部に入部。高校通算で7勝8敗。インターハイ、国体、選抜にこそ出場したが、全国の舞台ではわずか1勝しか出来なかった。
高校卒業後はプレス工業の自動車の部品を製造する工場に勤務。フィットネス会員としてKG大和ジムに入門するが、片渕剛太会長の目に留まりプロを目指す。
2013年6月2日、茅ヶ崎市総合体育館で広川哲矢と56.5キロ契約4回戦を戦い、4回3-0（39-37x2、39-38）の判定勝ちを収めデビュー戦を白星で飾ったが、次の試合では小林光希に4回判定負けでプロ黒星を喫した。
2014年12月21日、東日本フェザー級新人王として西軍代表の殿本恭平と対戦し、5回3-0（49-45x2、49-46）の判定勝ちを収めて全日本新人王を獲得した。
2017年2月28日、後楽園ホールでジョー・ミサコとフェザー級8回戦で対戦し、判定3-0（77-76、77-75、78-75）で勝利した。
2017年10月2日、後楽園ホールで行われた「第61回フェニックスバトル」で細野悟と一階級上のスーパーフェザー級10回戦を行い、9回負傷判定勝ちを収めた。
2019年5月1日、後楽園ホールで行われた「DANGAN223」で日本フェザー級王者源大輝に挑戦するも、10回1-1（95-94、94-94×2）の判定で引き分けとなり、王座獲得に失敗した。
2019年9月13日、後楽園ホールで日本フェザー級2位の佐川遼と日本フェザー級王座決定戦を行うも、10回0-3（95-96、94-96×2）で判定負けを喫し、王座獲得に失敗した。日本王座挑戦に2度失敗したことで、大手ジム移籍や仕事を辞めることを含め進退について考え「大事なところで勝てないのはサラリーマンをやりながらだからじゃないか」と思い、ボクシングに専念するために会社を辞める決意を固め、上司にも退職の意志を伝えるが、父から「これまで職場にさんざん迷惑をかけてきて、良い話が来たら『はい、辞めます』。そんな不義理な話はないのではないか、と。結果を出し、もっともっと会社に応援してもらえるようになって恩を返すまで頑張れ」と諭されると、退職を思い留まると同時に腹を括り一層ボクシングに打ち込むようになった。
2020年10月13日、後楽園ホールで日本フェザー級7位の佐々木蓮と対戦し、8回3-0（77-75、78-74×2）で判定勝ちを収めた。
2021年4月21日、後楽園ホールで日本フェザー級18位・OPBF東洋太平洋同級11位の竹嶋宏心と対戦し、7回2分42秒3-0（67-64、68-64、68-63）で負傷判定勝ちを収めた。
2022年5月15日、墨田区総合体育館で日本フェザー級王者の丸田陽七太と日本同級タイトルマッチ及びWBOアジアパシフィック同級王座決定戦を行い、12回3-0（115-112、116-111、118-109）で判定勝ちを収め両王座を獲得した。尚、KG大和ジム創設15年目での初のチャンピオン誕生となった。
2022年12月3日、後楽園ホールでWBOアジアパシフィックフェザー級1位、日本同級2位の前田稔輝と対戦し、12回2-0（117-111、116-112、114-114）で判定勝ちを収め、両王座の初防衛に成功した。
2023年1月16日付で日本フェザー級王座を返上した。
2023年4月8日、有明アリーナにて寺地拳四朗 対 アンソニー・オラスクアガ戦の前座で、IBF世界フェザー級2位のキコ・マルチネスとIBF世界フェザー級挑戦者決定戦を行い、12回3-0（117-111、119-109×2）判定勝ちを収め王者のルイス・アルベルト・ロペスへの挑戦権を獲得した。
2023年4月26日付でWBOアジアパシフィックフェザー級王座を返上した。
2024年3月2日、ニューヨーク州ヴェローナのターニング・ストーン・リゾート・アンド・カジノ内ターニング・ストーン・イベント・センターでIBF世界フェザー級王者のルイス・アルベルト・ロペスに挑戦するも、2回にロペスの左フックで右目下が大きく腫れ右目がほとんど塞がり、2回と3回終了後にドクターチェックが入り、レフェリーストップで8回39秒TKO負けを喫し王座獲得に失敗した。
2024年10月18日、後楽園ホールにて川本響生と58.0kg契約で対戦し、10回3-0判定勝ちを収めた。
2025年1月30日、日本ボクシングコミッション（JBC）2025年1月度の日本ランキングが発表され、阿部が日本フェザー級2位にランクインし日本王座返上以来約2年ぶりとなる日本ランカー復帰を果たした。
2025年3月25日、後楽園ホールで清水聡とフェザー級10回戦を行うも、10回0-1の判定で引き分けに終わった。
2025年6月19日、大田区総合体育館でブライアン・ノーマン・ジュニア対佐々木尽の前座として日本フェザー級1位の大久祐哉と日本同級王座決定戦を行い、10回3-0の判定勝ちを収め王座返り咲きを果たした。

## 戦績
- アマチュアボクシング：15戦 7勝 8敗
- プロボクシング：33戦 27勝 (10KO) 4敗 2分

| 戦           | 日付           | 勝敗 | 時間    | 内容         | 対戦相手                     | 国籍       | 備考                                                                   |
| ------------ | -------------- | ---- | ------- | ------------ | ---------------------------- | ---------- | ---------------------------------------------------------------------- |
| 1            | 2013年6月2日   | ☆    | 4R      | 判定 3-0     | 広川哲矢（ピストン堀口）     | 日本       | プロデビュー戦                                                         |
| 2            | 2013年7月29日  | ★    | 4R      | 判定 0-3     | 小林光希（三谷大和スポーツ） | 日本       |                                                                        |
| 3            | 2013年12月8日  | ☆    | 4R      | 判定 3-0     | 中川祐（横浜光）             | 日本       |                                                                        |
| 4            | 2014年4月1日   | ☆    | 2R 1:56 | TKO          | 山形武史（イマオカ）         | 日本       | 2014年東日本フェザー級新人王予選                                       |
| 5            | 2014年5月8日   | ☆    | 1R 1:59 | KO           | 木村太一（協栄山神）         | 日本       | 2014年東日本フェザー級新人王予選                                       |
| 6            | 2014年7月24日  | ☆    | 4R      | 判定 3-0     | 片山佑一（RK蒲田）           | 日本       | 2014年東日本フェザー級新人王予選                                       |
| 7            | 2014年9月25日  | ☆    | 2R 1:34 | TKO          | 板倉永佳（将拳）             | 日本       | 2014年東日本フェザー級新人王予選                                       |
| 8            | 2014年11月2日  | ☆    | 1R 1:53 | KO           | 森屋直人（ワールドスポーツ） | 日本       | 2014年東日本フェザー級新人王決勝戦                                     |
| 9            | 2014年12月21日 | ☆    | 5R      | 判定 3-0     | 殿本恭平（ハラダ）           | 日本       | 2014年全日本フェザー級新人王決勝戦                                     |
| 10           | 2015年3月17日  | ★    | 6R      | 判定 0-2     | 草野慎悟（ヨネクラ）         | 日本       |                                                                        |
| 11           | 2015年8月8日   | ☆    | 6R      | 判定 3-0     | 日野僚（川崎新田）           | 日本       |                                                                        |
| 12           | 2015年11月22日 | ☆    | 6R 1:21 | TKO          | 鈴木鹿平（E&Jカシアス）      | 日本       |                                                                        |
| 13           | 2016年3月17日  | ☆    | 8R      | 判定 3-0     | 丸亀光（竹原慎二&畑山隆則）  | 日本       |                                                                        |
| 14           | 2016年7月19日  | ☆    | 5R 1:47 | TKO          | 草野慎悟（ヨネクラ）         | 日本       |                                                                        |
| 15           | 2016年10月17日 | ☆    | 8R 0:52 | TKO          | 溜田剛士（ヨネクラ）         | 日本       |                                                                        |
| 16           | 2017年2月28日  | ☆    | 8R      | 判定 3-0     | ジョー・ノイナイ             | フィリピン |                                                                        |
| 17           | 2017年10月2日  | ☆    | 9R 0:55 | 負傷判定 3-0 | 細野悟（大橋）               | 日本       |                                                                        |
| 18           | 2017年12月17日 | ☆    | 1R 1:10 | TKO          | メータウィン・ポーパセート   | タイ       |                                                                        |
| 19           | 2018年3月2日   | ☆    | 8R      | 判定 3-0     | 渡部大介（ワタナベ）         | 日本       |                                                                        |
| 20           | 2018年9月1日   | ☆    | 6R 2:25 | TKO          | 野口将志（一力）             | 日本       |                                                                        |
| 21           | 2019年1月19日  | ☆    | 8R      | 判定 3-0     | 杉田ダイスケ（ワタナベ）     | 日本       |                                                                        |
| 22           | 2019年5月1日   | △    | 10R     | 判定 1-1     | 源大輝（ワタナベ）           | 日本       | 日本フェザー級タイトルマッチ                                           |
| 23           | 2019年9月13日  | ★    | 10R     | 判定 0-3     | 佐川遼（三迫）               | 日本       | 日本フェザー級王座決定戦                                               |
| 24           | 2020年10月14日 | ☆    | 8R      | 判定 3-0     | 佐々木蓮（ワタナベ）         | 日本       |                                                                        |
| 25           | 2021年4月21日  | ☆    | 7R 2:42 | 負傷判定 3-0 | 竹嶋宏心（緑）               | 日本       |                                                                        |
| 26           | 2021年11月27日 | ☆    | 3R 終了 | TKO          | 渡部大介（ワタナベ）         | 日本       | 日本フェザー級最強挑戦者決定戦                                         |
| 27           | 2022年5月15日  | ☆    | 12R     | 判定 3-0     | 丸田陽七太（森岡）           | 日本       | WBOアジアパシフィックフェザー級王座決定戦 日本フェザー級タイトルマッチ |
| 28           | 2022年12月3日  | ☆    | 12R     | 判定 2-0     | 前田稔輝（グリーンツダ）     | 日本       | WBOアジアパシフィック防衛1→返上・日本王座防衛1→返上                    |
| 29           | 2023年4月8日   | ☆    | 12R     | 判定 3-0     | キコ・マルチネス             | スペイン   | IBF世界フェザー級挑戦者決定戦                                          |
| 30           | 2024年3月2日   | ★    | 8R 0:39 | TKO          | ルイス・アルベルト・ロペス   | メキシコ   | IBF世界フェザー級タイトルマッチ                                        |
| 31           | 2024年10月24日 | ☆    | 10R     | 判定 3-0     | 川本響生（鉄拳8）            | 日本       |                                                                        |
| 32           | 2025年3月25日  | △    | 10R     | 判定 0-1     | 清水聡（大橋）               | 日本       |                                                                        |
| 33           | 2025年6月19日  | ☆    | 10R     | 判定3-0      | 大久祐哉（金子）             | 日本       | 日本フェザー級王座決定戦                                               |
| テンプレート |                |      |         |              |                              |            |                                                                        |

## 獲得タイトル
- 全日本スーパーフェザー級新人王
- 第66代日本フェザー級王座（防衛1=返上）
- WBOアジアパシフィックフェザー級王座（防衛1=返上）
- 第68代日本フェザー級王座（防衛0）

## 受賞歴
- プロ・アマチュア年間表彰
  - 2022年プロボクシング部門 努力・敢闘賞[29]